# Fotovoltaická elektrárna ŽV-SUN
Fotovoltaická elektrárna ŽV-SUN s výkonem 12,976 MW se nachází u Chomutova v Ústeckém kraji. Panely jsou umístěny na pevno. Výkonem se řadí na osmé místo největších fotovoltaických elektráren v České republice. Její provoz byl zahájen 28. prosince 2010.

## Provozovatelé a majitelé
Majitelem elektrárny ŽV–SUN byla obchodní firma ŽV-SUN, s. r. o. se sídlem ve Veselí nad Moravou. Základní kapitál společnosti byl 517 273 000 Kč.
Společníky firmy ŽV-SUN, s. r. o. byli BENT HOLDING, a. s. s vkladem 267 073 000 Kč, Z-Group Steel Holding, a. s. s vkladem 250 000 000 Kč a Zdeněk Zemek s vkladem 200 000 Kč.
Elektrárna je připojena do distribuční sítě společnosti ČEZ Distribuce, region sever.

## Získání licence
Licence Energetického regulačního úřadu byla udělena na konci roku 2010. Sám Energetický regulační úřad následně požádal Policii ČR o prošetření z důvodu, že přidělení licence bylo nestandardní.